# Puma (бренд)
Пума (лат. Puma Societas Europaea) је немачки мултинационални произвођач спортске опреме са седиштем у граду Херцогенаураху у Баварској.
Компанија је основана 1924. године као Gebrüder Dassler Schuhfabrik браће Адолфа и Рудолфа Даслера. Односи између два брата су се погоршала што је довело до формирања две одвојене фирме 1948. године, Адидаса и Пуме. Браћа нису комуницирала до краја својих живота, а њихове фирме су постале најљући конкуренти. Спор између браће око тога који се први досетио да производи копачке са крампонима још није решен.
Рудолф Даслер је првобитно регистровао фирму као Ruda, да би неколико месеци касније променио у Пума. Препознатљив лого је настао 1948. који се уз мање измене користи и данас. Од 1996. активније је присутна на тржишту САД. Поседује 25 одсто удела америчког бренда спортске одеће Logo Athletic, који је лиценциран од стране америчке професионалне кошарке и фудбалске лиге. Од 2007. године Пума је део француске групе Kering (раније позната као Pinault Printemps-Redoute скраћено PPR).
Осим спортске опреме Пума производи и одећу и торбе за свакодневну употребу. Пума спонзорише велики број клубова, репрезентација, фудбалера, атлетичара и других спортиста. У атлетици, Пума је позната као спонзор Јусејна Болта и атлетског тима из Јамајке.